# حثل عضلي وجهي كتفي عضدي
الحَثَل العضلي الوجهي الكتفي العضُدي واسمه أيضًا حَثَل الضمور العضلي الوجهي الكتفي العضُدي أو حثل لاندوزي ديجرين هو أحد أشكال الحثل العضلي ينتقل وراثيًا بوارثة جسمية قاهرة يصيب أولًا العضلات الهيكلية في الوجه ولوح الكتف والعَضُد (القسم العلوي من الذراع) وهو المرض الثالث الأكثر شيوعًا بين أمراض العضلات الهيكلية المنتقلة بالوراثة.
معدل انتشار المرض وفقًا لموقع Orpha.net هو 4 / 100,000 شخص في حين أفادت دراسة سكانية في هولندا عام 2014 أن معدل انتشاره هو 12 لكل 100,000 شخص.
من الممكن أن تتطور الأعراض في مرحلة الطفولة المبكرة وعادة ما تُلاحظ في سنوات المراهقة، تظهر الإصابة بالمرض عند 95 ٪ من الأفراد المصابين ببلوغهم سن 20 عامًا. يتطور ضعف عضلي هيكلي بشكل تدريجي في مناطق أخرى من الجسم أيضًا؛ ويكون الضعف غير متناظر في جهتي الجسم غالبًا. يهدد قصور الجهاز التنفسي متوسط العمر المتوقع ويعاني ما يصل إلى 20٪ من الأفراد المصابين من إعاقة شديدة، ما يُحيجهم لاستخدام كرسي متحرك أو سكوتر مزود بمحرك. وقد جاء في دراسة هولندية أن ما يقارب 1 ٪ من المرضى يحتاجون إلى الدعم التنفسي الاصطناعي (الليلي أو النهاري). تتضمن الأعراض غير العضلية المُصاحبة للحَثَل العضلي الوجهي الكتفي العضُدي والمُشاهدة بتكرار فقدان السمع الحسي تحت السريري وتوسع الشعريات الشبكية. يرتبط هذا المرض في أكثر من 95٪ من الحالات المعروفة بانكماش التكرار D4Z4 في المنطقة التيلوميرية الفرعية 4q35 من الكروموسوم 4. وجد بحث محوري نُشر في أغسطس 2010 أن حدوث المرض يستلزم وجود آلية ثانية، ما يقدم للمرة الأولى نظرية مُوحِدة للوراثة المسببة للمرض، والآلية الثانية هي «اكتساب وظيفة سامة» من قبل الجين DUX4, وهي المرة الأولى في الأبحاث الجينية التي يُكتشف فيها أن «الجين الميت» «يستيقظ» ويسبب المرض.
نشر الباحثون في عام 2014 أول تعريف مُقترح للفيزيولوجيا المرضية للمرض اعتمادًا على النظرية الموحِدة لعام 2010 وأربعة أهداف علاجية قابلة للتطبيق في نقاط تداخل علاجي ممكنة.

## الأعراض
بسبب التباين الشديد لأشكال المرض، لا توجد حتى الآن مجموعة موثوقة ومؤكدة علميًا من الأعراض. يُقدّر الانتشار على نطاق واسع بنحو 1 \20,000، ولكن الانتشار الدقيق غير معروف. كشف تقرير صدر في نوفمبر 2008 من Orpha.net -وهي منظمة مدعومة من قبل المعهد الوطني للصحة والبحث الطبي (INSERM) في فرنسا- عن انتشار يبلغ 7\100000، ولكن إصدار مايو 2014 من هذا التقرير يقدّر الانتشار بنحو 4\100000. أفادت دراسة أجريت على السكان في هولندا عام 2014 عن انتشار أعلى بكثير يبلغ 12 \100,000.
يمكن أن يؤثر الحَثَل العضلي الوجهي الكتفي العضُدي على العديد من العضلات الهيكلية، مع اختلاف كبير بين الأفراد. عادة ما يكون ضعف العضلات ملحوظًا على جانب واحد من الجسم دون الجانب الآخر؛ هذه هي السمة المميِزة لهذا المرض. يمكن أن تضعف العضلات الفردية بينما تظل العضلات القريبة سليمة.
الأعراض النموذجية، تظهر لدى الكثير من المرضى وليس جميعهم:
- ضعف عضلات الوجه (تدلي الجفن، عدم القدرة على الصفير، انخفاض بقدرة الوجه على القيام بالتعابير، التعبير الوجهي المكتئب أو الغاضب، صعوبة نطق حرفي الميم والباء).
- ضعف عضلات حزام الكتف (صعوبة العمل عند رفع الذراعين، انحدار الكتف).
- ضعف غير متناظر في العضلة ذات الرأسين.
- ضعف غير متناظر في العضلة الظنبوبية الأمامية (عضلة الظنبوب)، ما يسبب هبوط القدم.
- فقدان غير متناظر للعضلات الصدرية.
- فقدان القوة في عضلات البطن (ما يسبب بروز البطن والقَعَس القطني).
- ضعف الحجاب الحاجز الذي يؤدي إلى قصور الجهاز التنفسي (يظهر أكثر لدى المرضى الأكبر سناً والأكثر إعاقةَ).
- ضعف السمع الحسي العصبي (موجود لدى 50% من الحالات ولكنه يُلاحظ سريريًا في نسبة أقل (.
- تغيرات الشبكية الشبيهة بداء كوتس coats' disease (توسع الشعريات في الشبكية، وذمة البقعة الصفراء، معظم الحالات خفيفة وغير مهمة سريريًا.[10]

## الوراثة

### الحَثَل العضلي الوجهي الكتفي النمط 1 (حذف 4q35)
ترتبط أكثر من 95٪ من حالات الحَثَل العضلي الوجهي الكتفي مع حذف نسخ كاملة من الوحدة D4Z4 المتكررة بشكل ترادفي (التكرار ((3.2 كيلو قاعدة) في المنطقة التيلوميرية الفرعية 4q35 على الكروموسوم 4 من الجينوم البشري، يتضمن الكروموسوم 4 الطبيعي بين 11-150 تكرارًا من D4Z4 . هناك تراكيب من الكروماتين المغاير والكروماتين الحقيقي ضمن D4Z4 وجين واحد مفترض يسمى. DUX4 الوراثة جسمية قاهرة (مُهيمنة)، على الرغم من أن ما يصل إلى ثلث الحالات تبدو ناتجة عن طفرات جديدة. يُفقد الكروماتين المغاير على وجه التحديد في عمليات الحذف في داء الحَثَل العضلي الوجهي الكتفي في حين يبقى الكروماتين الحقيقي. أما إذا اُزيلت المنطقة بأكملها، فستحدث عيوب خلقية، ولكن لا توجد عيوب نوعية في العضلات الهيكلية. يبدو أن وجود 11 وحدة من التكرار D4Z4 أو أقل تُعرّض الفرد لخطر حدوث الحَثَل العضلي الوجهي الكتفي.
بالإضافة إلى ذلك، هناك حالات قليلة من الحَثَل العضلي الوجهي الكتفي ناتجة عن إعادة ترتيب بين التيلومير الفرعي 4q من الصبغي 4 والمنطقة التيلوميرية الفرعية 10q . يحوي هذا الموقع على تراكيب متكررة ترادفيًا مماثلة للغاية للمنطقة. 4q35 يحدث المرض عندما ينتج عن هذا التبادل (الإزفاء) خسارة هامة في التكرارات الترادفية في الموقع 4q.

### الحَثَل العضلي الوجهي الكتفي العضُدي النمط 2
أُبلغ عن عائلة كبيرة لديها نمط ظاهري لا يمكن تمييزه عن الحَثَل العضلي الوجهي الكتفي دون أن يُعثر عند أفرادها على أي تغيرات مرضية في الموقع 4q أو انتقال (إزفاء) بين 4q-10q. واقتُرح أن محدودية الاختبارات المتاحة هي السبب في عدم العثور على تلك التغيرات.
```
أُبلغ في عام 2012 عن غالبية حالات الحَثَل العضلي الوجهي الكتفي من النمط 2 المرتبطة بالطفرات في جين SMCHD1 على الكروموسوم 18. تؤدي الطفرة إلى انخفاض مستويات البروتين SMCHD1 بشكل كبير، وبالتالي انخفاض معدل المثْيلة في منطقة 4q D4Z4. ينشأ النمط الظاهري للحَثَل العضلي الوجهي الكتفي النمط 2 لدى الأفراد الذين ورثوا طفرات SMCHD1 بالإضافة إلى منطقة D4Z4 بالحجم الطبيعي على أليل 4qA سَموح. هذا الأمر يبني تقاطعًا جينيًا/ميكانيكيًا بين نمطي الحَثَل العضلي الوجهي الكتفي الأول والثاني.
[
17
]
```

### نظرية موحدة
في 19 أغسطس 2010، نُشرت ورقة بعنوان «النموذج الوراثي الموحِّد لحثل الضمور العضلي الوجهي الكتفي العَضُدي» في مجلة ساينس تُظهر أن الجين المفترض DUX4يخضع «لاكتساب وظيفة سامة» نتيجة لتعدد أشكال نوكليوتيدي أحادي في المنطقة التي تلي التكرار الأخير من D4Z4.
يؤدي ذلك إلى إعطاء إشارة تذييل بعديد الأدينيلات لنُسَخ D4Z4. هذه هي المرة الأولى في تاريخ علم الوراثة التي يستعيد فيها الحمض النووي «الميت» حيويته ويسبب المرض. أجاب توثيق الحالات التي يستعيد فيها الجين حيويته عن التساؤل عن سبب عدم إصابة الأفراد الذين تكرر عندهم الجين الميت أكثر من عشر مرات بينما أصيب فقط بعض الذين لديهم أقل من 10 نسخ.

## الفيزيولوجيا المرضية
عادة ما يبقي تكرار D4Z4 (معظم الناس لديهم نحو200 تكرار) DUX4 مكظومًا (الكظم المتواسَط بالتكرار). عندما يكون عدد التكرارات أقل بكثير (10 أو أقل) وبوجود التغير الوراثي الصغير في الكروموسوم 4 الذي يطلق عليه تعدد الأشكال من النمط الفرداني، فإن DUX4 يعبر عن نفسه (لا يخضع للكظم) عبر مجموعة معقدة من الآليات التي تجعل جوار الجين DUX4 أكثر ملاءمة للتعبير الجيني (وهو المكون التخلقي المتوالي).

## الفحوص والاختبارات
من أوائل عام 2000, أصبح الاختبار الجيني الذي يقيس حجم عمليات حذف D4Z4 في 4q35 الآلية المفضلة لتأكيد وجود الحَثَل العضلي الوجهي الكتفي العضُدي. من عام 2007، اعتُبر هذا الاختبار دقيقًا للغاية، لكن إجراءه ما زال مُقتصرًا على مجموعة محدودة من المختبرات في الولايات المتحدة، مثل مختبر أثينا التشخيصي بموجب رمز الاختبار 405. ونظرًا إلى تكلفته العالية، يعتمد المرضى والأطباء على واحد أو أكثر من الاختبارات التالية، وكلها أقل دقة ونوعية من الاختبار الجيني:
- مستوى الكرياتين كيناز:(CK) يقيس هذا الاختبار مستوى إنزيم الكرياتين كيناز في الدم. وترتبط المستويات المرتفعة من CK بضمور العضلات.
- مخطط كهربائية العضلات:(EMG) يقيس هذا الاختبار النشاط الكهربائي في العضلات.
- سرعة التوصيل العصبي:(NCV) يقيس هذا الاختبار سرعة انتقال الإشارات عبر العصب من نقطة إلى أخرى. تُلتقط إشارات العصب باستخدام أقطاب سطحية (مماثلة لتلك المستخدمة في تخطيط القلب الكهربائي)، والاختبار غير مريح إلى حد ما.
- خزعة العضلات: من خلال جراحة ضمن عيادة خارجية، تُؤخذ قطعة صغيرة من العضلات (عادة من الذراع أو الساق) وتُدرس باستخدام مجموعة متنوعة من الاختبارات الكيميائية الحيوية. يحاول الباحثون مطابقة نتائج الخزعات العضلية مع اختبارات الحمض النووي للوصول إلى فهم أفضل لتظاهرات التنوعات الجينية في شذوذات الأنسجة.

## العلاج
- لا توجد علاجات مُعتَمَدة خاصة بالحَثَل العضلي الوجهي الكتفي العضُدي.
- بناءً على نموذج الفيزيولوجيا المرضية المُجمع عليه، يقترح الباحثون أربعة أساليب للتداخل العلاجي:[9]

1. تعزيز الكظم المتعلق بالتخلق المتوالي للتكرار D4Z4.
2. استهداف الرنا المِرسال للجين DUX4 ، بما في ذلك تغيير التضفير أو التذييل بعديد الأدينيلات.
3. حصر نشاط بروتين DUX4.
4. تثبيط العملية أو العمليات التي يحرضهاDUX4 والتي تؤدي إلى الإمراضية.

- يمكن أن تُحسن المعالجة الفيزيائية الحالة الوظيفية للمرضى من خلال تقديم التمارين العلاجية.
- يمكن في بعض الأحيان استخدام المعالجة المهنية للتدريب على أنشطة الحياة اليومية وللمساعدة في التعامل مع الأجهزة الجديدة.
- توبعت نتائج عدة مركبات تهدف إلى زيادة كتلة العضلات بما فيها:
  - ACVR2B : مركب عُرف في عام 2005/2006 من قبل الباحثين في جونز هوبكنز.[19] إذ زادت كتلة العضلات لدى فأر مصاب بالضمور غير العضلي بنسبة تصل إلى 60 ٪ في غضون أسبوعين.
  - MYO-029 : الدواء التجريبي المثبط للميوستاتين. طورته شركة وايث للأدوية لعلاج ضمور العضلات. الميوستاتين هو البروتين الذي يمنع نمو الأنسجة العضلية. MYO-029 هو ضد بشري مأشوب مصمم للارتباط بالميوستاتين ومنع نشاطه.[20] أجريت دراسة في 2005/2006 من قبل شركة وايث في كوليجفيل بولاية بنسلفانيا، شملت مشاركين مصابين بالحَثَل العضلي الوجهي الكتفي العضُدي، لم تثبت الدراسة فعالية الدواء ولم يمض قدمًا.[21]
- عقار «لوزمابيمود»: مثبط انتقائي لكيناز البروتين المنشَط بالميثوجين p38α /β ، وهو مثبط قوي لـ DUX4 في المختبر.[22] بدأت المرحلة الثانية من التجارب السريرية عليه في يوليو 2019، ومن المتوقع أن تنتهي في أغسطس 2020.[23]

### الإجراءات المستخدمة لتحسين نوعية الحياة
- يمكن قياس نوعية الحياة باستبيانات محددة.[24]
- الدمج الكتفي: الدمج الجراحي بين الكتف والصدر.
- استخدام دعامة كتفية: تساعد في تثبيت الكتف وتصحيح وضعية الجوف الحُقاني والكتف.